# 5950 Leukippos
5950 Leukippos este o planetă minoră (asteroid), cu un diametru de 10,045 km, din centura de asteroizi. A fost descoperită pe 9 august 1986 la Naționalna astronomiceska observatoria - Rojen⁠(d) de Eric Walter Elst și a fost numită după Leucip. 
Obiectul prezintă o orbită caracterizată de o semiaxă mare de 2,9811433 UAi, o excentricitate de 0,1, o înclinație de 9,07862 ° în raport cu ecliptica.